# Nils Axel Ahlberg
Nils Axel Ahlberg, född 7 april 1840 i Stockholm, död 13 juli 1921 i Täby, var en svensk lantmätare, kartograf, arkitekt och porträttmålare. 
Han var son till medicine doktor Nils Levin Ahlberg och Anna Maria Berg. Ahlberg studerade konst för Per Södermark. Vid sidan av sitt arbete som lantmätare och kartograf var han verksam som porträttmålare. Nils Axel Ahlberg är begravd på Täby kyrkogård.